# 네오플란 점보크루저
네오플란 점보크루저(영어: Neoplan Jumbocruiser)은 독일 네오플란사가 이전에 생산했던 2층형 굴절 버스로 1975년에 최초로 출시되었다.

## 개요
1975년에 대용량 수송을 위해 생산하기 시작했으며 이 차량은 1992년까지 생산했다. 이 차량은 최대 110석과 144명의 승객을 수용할 수 있으며 이 차량은 네오플란 및 세계에서 생산된 버스 중 가장 규모가 크며 기네스북까지 등재된 바 있다.

## 사진

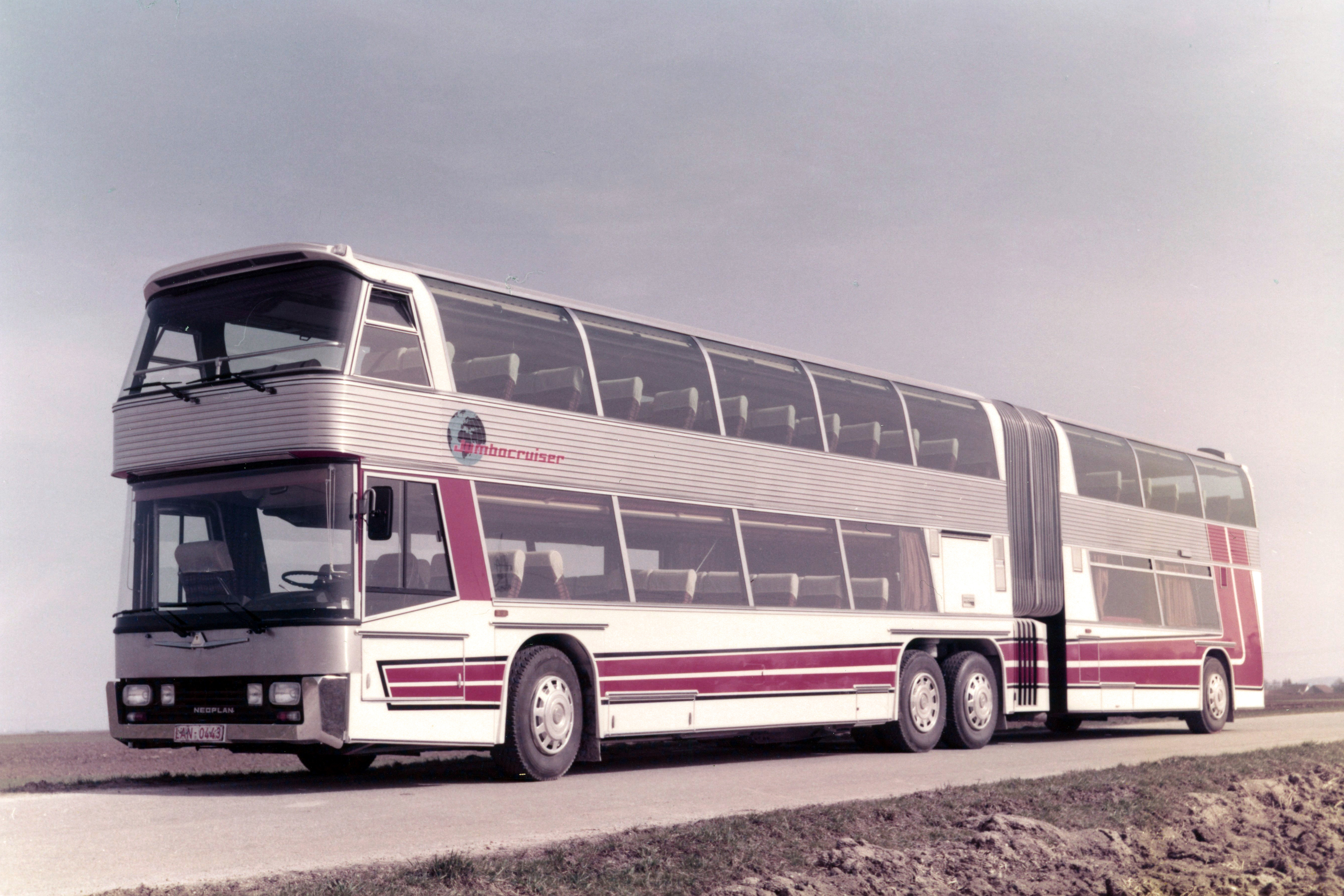
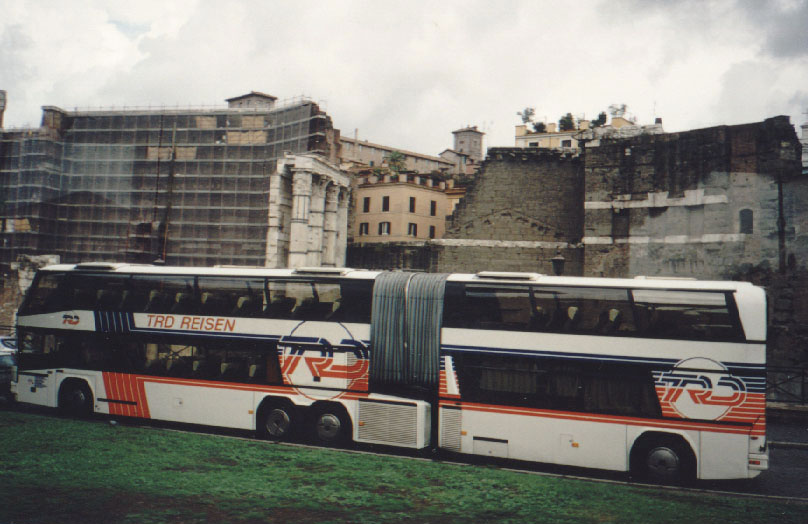
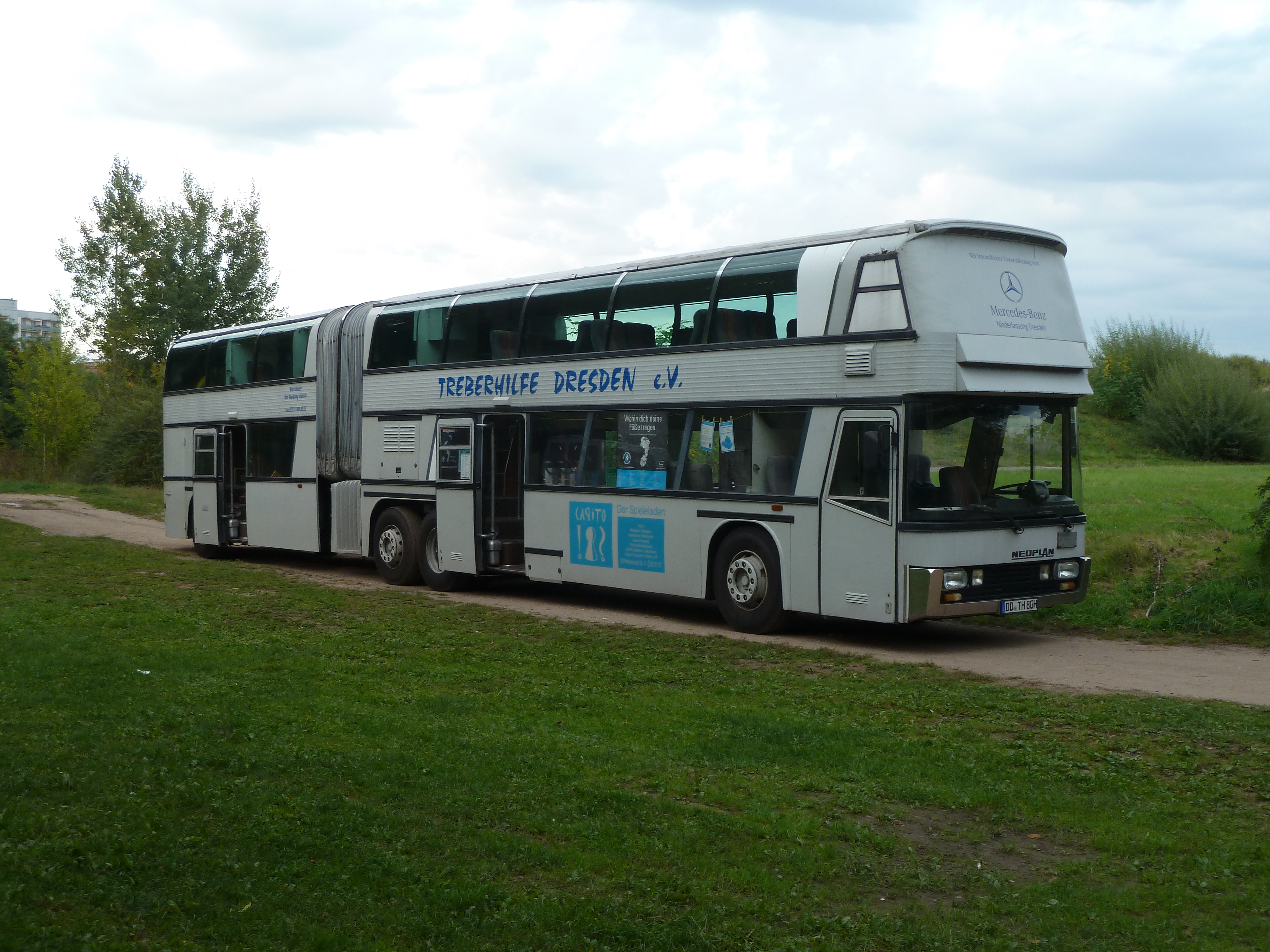
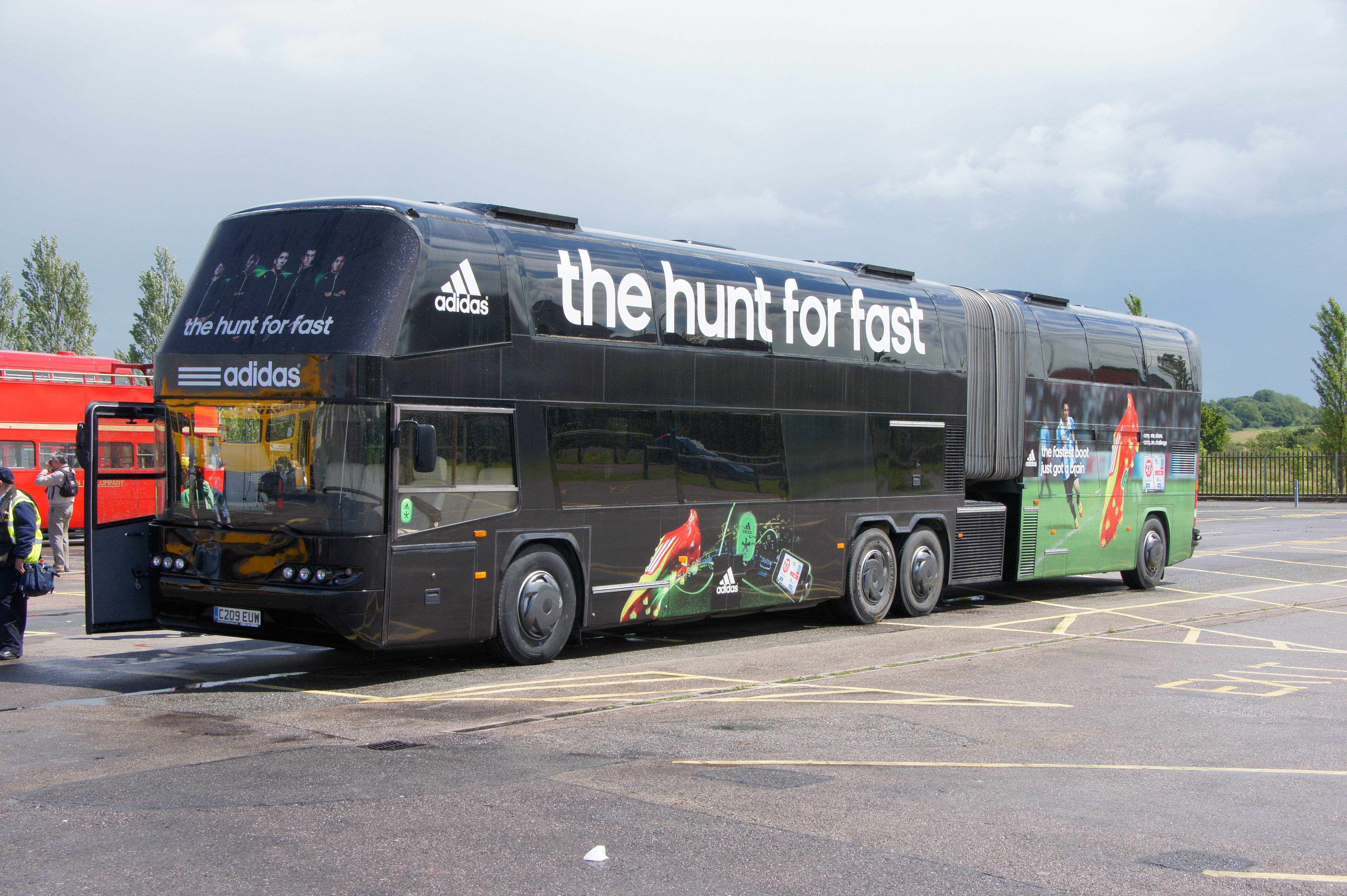
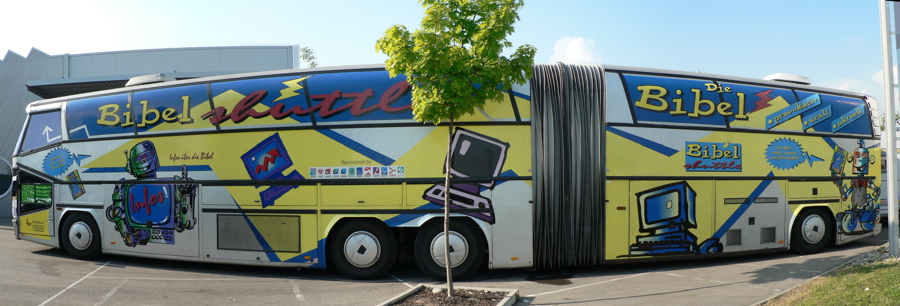